# Лінивка-смугохвіст білогорла
Лінивка-смугохвіст білогорла (Nystalus striolatus) — вид дятлоподібних птахів родини лінивкових (Bucconidae).

## Поширення
Вид поширений в басейні Амазонки в Бразилії та Болівії. Природним середовищем існування є субтропічні та тропічні вологі низинні ліси.

## Підвиди
- Nystalus striolatus striolatus — в Бразилії між річками Мадейра і Тапажос, а також на північному сході Болівії.
- Nystalus striolatus torridus — у східній Амазонії Бразилії, на південь від Амазонки та на схід від річки Тапажос.[3]